# تستوسترون فنیل پروپیونات
تستوسترون فنیل پروپیونات (به انگلیسی: Testosterone phenylpropionate)، تستوسترون فنپروپیونات(به انگلیسی: Testosterone phenpropionate)، تستوسترون هیدروسین‌نامات(به انگلیسی: Testosterone hydrocinnamate) یا تستولنت(به انگلیسی: Testolent) یک داروی استروئید آنابولیک با تأثیرات آندروژنیک است که در ترکیب داروهای مشهور سوستانون ۱۰۰، سوستانون ۲۵۰ و اومادرین به کار می‌رود. این ترکیب پودر کریستالی سفید رنگ غیرقابل حل در آب، قابل حل در الکل، کلروفورم، اتر، استون و روغنهای گیاهی است. این ترکیب در برابر تابش نور حساس است.